# Grynig bägarlav
Grynig bägarlav (Cladonia ramulosa) är en lavart som först beskrevs av William Withering, och fick sitt nu gällande namn av J. R. Laundon. Grynig bägarlav ingår i släktet Cladonia och familjen Cladoniaceae.  Arten är reproducerande i Sverige. Inga underarter finns listade i Catalogue of Life.

## Källor

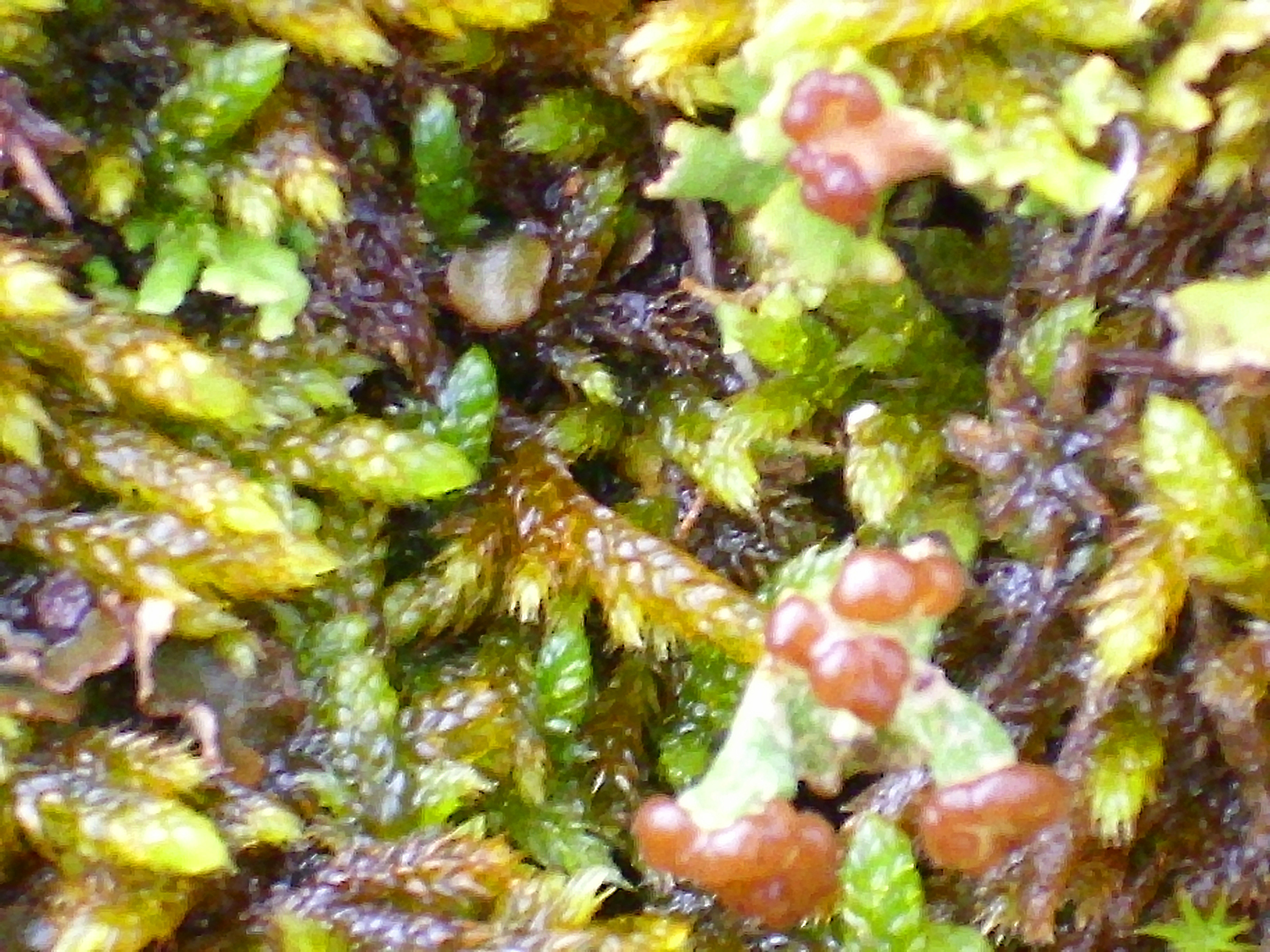